# Charles A. Browne
Pour les articles homonymes, voir Browne.
Charles Albert Browne Jr. (12 août 1870 - 3 février 1947) est un célèbre chimiste du sucre et historien des sciences américain. Il est un ancien chef du Bureau of Chemistry, qui devient plus tard la Food and Drug Administration. Il est également considéré comme un chef de file dans l'étude de l'histoire de la chimie en Amérique du Nord.

## Enfance et formation
Charles Albert Browne Jr. est né à North Adams, Massachusetts, le 12 août 1870, l'aîné de cinq enfants. Son père, Charles Albert Browne Sr., est un inventeur et détient plusieurs brevets portant sur les technologies explosives, notamment les fusibles électriques. Son père aide à appliquer ces technologies lors de la construction du tunnel du Hoosac près de North Adams, où Charles grandit. Dans sa jeunesse, Charles aide son père à mener des expériences qui suscitent naturellement l'intérêt du garçon pour la chimie.
Après avoir obtenu son diplôme de l'école secondaire Drury à North Adams, Charles fréquente le Williams College à proximité, où il obtient un bachelor of arts et une maîtrise en 1892. En plus d'étudier la chimie, il s'intéresse intensément à la langue grecque - un intérêt qu'il a poursuivi parallèlement à la chimie tout au long de sa vie. Il poursuit ses études dans le domaine de la chimie et obtient son doctorat de l'université de Göttingen en 1902, sous la direction de Bernhard Tollens avec une thèse sur les composants chimiques du maïs et de la sève de sureau.
Il travaille ensuite comme chimiste dans l'industrie sucrière américaine en tant que directeur du New York Sugar Research Laboratory, depuis 1927 au US Department of Agriculture à Washington et chimiste en chef du US Bureau of Chemistry and Soils.

## Famille
En 1918, Charles Browne épouse Louise McDannell du Kentucky, elle-même titulaire d'un doctorat en chimie – assez rare pour une femme à cette époque. Il écrit une fois en plaisantant que « j'ai été grandement blâmé pour l'avoir amenée à abandonner une carrière universitaire très réussie ». Les Browne ont une fille, Caroline Louise Browne (1922-2007).

## Histoire de la chimie
Browne est un ami proche d'Edgar Fahs Smith (1854-1928). En 1921, ils annoncent la création d'une nouvelle section de l'American Chemical Society, sur l'histoire de la chimie. En 1945, Browne fait don d'environ 450 articles de sa propre collection à la bibliothèque commémorative Edgar Fahs Smith en histoire de la chimie, qui est organisée par Eva Armstrong (en).
Browne siège à un comité consultatif de l'Université de Pennsylvanie, planifiant l'utilisation des ressources de la Smith Collection. Le comité propose la création d'une publication annuelle sur l'histoire de la chimie. Browne est nommé le premier rédacteur en chef de Chymia, le journal résultant. Malheureusement, Browne est décédé avant la parution de son premier numéro. Il est remplacé comme rédacteur en chef par Tenney L. Davis (1890-1949), qui édite les deux premiers numéros ,. L'un des premiers articles de Chymia est un mémorial à Browne et à ses contributions à l'histoire de la chimie.
Pour l'histoire de la science en agriculture, ses contributions au développement de l'agrochimie sont d'une importance particulière. Il dédie plusieurs œuvres à l'œuvre de la vie de Justus von Liebig. Le travail le plus important de Browne est son étude A Source Book of Agricultural Chemistry, publiée en 1944. Dans cette documentation source conçue de manière biographique, il a également présenté les réalisations scientifiques de plusieurs agronomes allemands.
Browne étudie de près la vie et les travaux de Friedrich Accum pendant dix ans et son enthousiasme pour ce sujet est si important qu'il se rend en Allemagne en juillet 1930 pour s'entretenir avec Hugo Otto Georg Hans Westphal, un arrière-petit-fils d'Accum.
En 1944, il commence à écrire l'histoire de l'American Chemical Society, qui est poursuivie après sa mort par Mary Elvira Weeks (il les a incorporés quelques mois avant sa mort alors qu'il a achevé neuf chapitres) et parait en 1952.
Il est président de l'History of Science Society (1935–1936).

## Publications
- Liebig and after Liebig. A Century of Progress in Agricultural Chemistry. Publication of the American Association for the Advancement of Science No. 16. Washington, D. C. 1942.  -  Cet ouvrage contient deux contributions de Browne sur Justus von Liebig.
- The life and chemical services of Frederick Accum
- A Source Book of Agricultural Chemistry. Waltham, Mass., USA 1944 = Chronica Botanica Vol. 8, Nr. 1.
- avec Mary Elvira Weeks: A History of the American Chemical Society—Seventy-five Eventful Years, Washington D. C.: American Chemical Society 1952